# Receptor 5-HT4
El receptor 5-HT4 (o, receptor 4 de 5-hidroxitriptamina) es un subtipo de receptor 5-HT. Es un receptor acoplado a proteínas G (GPCR, por sus siglas en inglés), una proteína que en humanos es codificada por el gen HTR4.

## Función
El gen del receptor 5-HT4 es miembro de la familia de receptores de serotonina en seres humanos, que estimulan la producción de AMPc en respuesta a la serotonina (5-hidroxitriptamina). El producto del gen es una proteína transmembrana glicosilada que funciona tanto en el sistema nervioso periférico como en el central para modular la liberación de varios neurotransmisores. Se han descrito múltiples variantes de transcripción que codifican proteínas con distintas secuencias C-terminales, pero no se ha determinado la naturaleza completa de algunas variantes de la transcripción del gen.

## Ubicación
El receptor se encuentra en el tracto alimentario, la vejiga urinaria, el corazón y la glándula suprarrenal, así como en el sistema nervioso central (SNC). En el SNC el receptor aparece en el putamen, núcleo caudado, núcleo accumbens, globo pálido y sustancia negra, y en menor medida en la neocorteza, rafe, núcleos pontinos y algunas áreas del tálamo . No se ha encontrado evidencias de la presencia de este receptor de serotonina en el cerebelo.

## Ligandos
Recientemente se han introducido varios fármacos que actúan como agonistas selectivos de 5-HT4 tanto en la investigación científica como en la medicina clínica. Algunos fármacos que actúan como agonistas sobre el receptor 5-HT4 también lo son como antagonistas del receptor 5-HT3, incluyendo la mosaprida, metoclopramida, renzaprida y zacoprida, por lo que estos compuestos no pueden considerarse altamente selectivos. La investigación en esta área está en curso. Entre estos agonistas, la prucaloprida tiene una afinidad >150 veces mayor por los receptores 5-HT4 que por otros receptores.
SB-207,145 radiomarcado con carbono-11 se usa como radioligando para 5-HT 4 en estudios de tomografía por emisión de positrones en cerdos y humanos.

### Agonistas
| - Tropisetrón - agonista parcial - BIMU-8 - Cisaprida - CJ-033,466 - agonista parcial - ML-10302 | - Mosaprida - Prucaloprida - Renzaprida - RS-67506 - RS-67333 - agonista parcial | - SL65.0155 - agonista parcial - Tegaserod - Zacopride - Metoclopramida - Sulpirida - Naronaprida |

### Antagonistas
| - l-lisina - Piboserod - GR-113.808 (ácido 1-metil-1H-indol-3-carboxílico, [1-[2-[(metilsulfonil)amino]etil]-4-piperidinil]metil éster) | - GR-125.487 - RS-39604 (1-[4-Amino-5-cloro-2-(3,5-dimetoxifenil)metiloxi]-3-[1-[2-metilsulfonilamino]piperidin-4-il]propan-1-ona) - SB-203,186 | - SB-204,070 - ([Metoxi- 11 C]1-butilpiperidin-4-il)metil 4-amino-3-metoxibenzoato - Manzanilla (extracto de etanol) |